# Moussa Doumbia
Moussa Doumbia (Bouaké, 15 agosto 1994) è un calciatore maliano, centrocampista o attaccante svincolato.

## Caratteristiche tecniche
Esterno sinistro, può giocare anche come esterno destro o talvolta nel ruolo di seconda punta.

## Carriera

### Nazionale
Ha partecipato alla Coppa d'Africa nel 2017, nel 2019, nel 2021 e nel 2023.

## Statistiche

### Cronologia presenze e reti in nazionale
| Cronologia completa delle presenze e delle reti in nazionale ― Mali | Cronologia completa delle presenze e delle reti in nazionale ― Mali | Cronologia completa delle presenze e delle reti in nazionale ― Mali | Cronologia completa delle presenze e delle reti in nazionale ― Mali | Cronologia completa delle presenze e delle reti in nazionale ― Mali | Cronologia completa delle presenze e delle reti in nazionale ― Mali | Cronologia completa delle presenze e delle reti in nazionale ― Mali | Cronologia completa delle presenze e delle reti in nazionale ― Mali |
| Data                                                                | Città                                                               | In casa                                                             | Risultato                                                           | Ospiti                                                              | Competizione                                                        | Reti                                                                | Note                                                                |
| ------------------------------------------------------------------- | ------------------------------------------------------------------- | ------------------------------------------------------------------- | ------------------------------------------------------------------- | ------------------------------------------------------------------- | ------------------------------------------------------------------- | ------------------------------------------------------------------- | ------------------------------------------------------------------- |
| 29-6-2014                                                           | Shenzhen                                                            | Cina                                                                | 1 – 3                                                               | Mali                                                                | Amichevole                                                          | -                                                                   | 69’                                                                 |
| 27-5-2016                                                           | Le Petit-Quevilly                                                   | Nigeria                                                             | 1 – 0                                                               | Mali                                                                | Amichevole                                                          | -                                                                   | 52’                                                                 |
| 4-6-2016                                                            | Giuba                                                               | Sudan del Sud                                                       | 0 – 3                                                               | Mali                                                                | Qual. Coppa d'Africa 2017                                           | 1                                                                   |                                                                     |
| 4-9-2016                                                            | Bamako                                                              | Mali                                                                | 5 – 2                                                               | Benin                                                               | Qual. Coppa d'Africa 2017                                           | 1                                                                   | 77’                                                                 |
| 8-10-2016                                                           | Bouaké                                                              | Costa d'Avorio                                                      | 3 – 1                                                               | Mali                                                                | Qual. Mondiali 2018                                                 | -                                                                   | 19’                                                                 |
| 12-11-2016                                                          | Bamako                                                              | Mali                                                                | 0 – 0                                                               | Gabon                                                               | Qual. Mondiali 2018                                                 | -                                                                   | 87’                                                                 |
| 7-1-2017                                                            | Marrakech                                                           | Burkina Faso                                                        | 2 – 1                                                               | Mali                                                                | Amichevole                                                          | -                                                                   | 46’                                                                 |
| 21-1-2017                                                           | Libreville                                                          | Ghana                                                               | 1 – 0                                                               | Mali                                                                | Coppa d'Africa 2017 - 1º turno                                      | -                                                                   | 63’                                                                 |
| 25-1-2017                                                           | Oyem                                                                | Uganda                                                              | 1 – 1                                                               | Mali                                                                | Coppa d'Africa 2017 - 1º turno                                      | -                                                                   |                                                                     |
| 10-6-2017                                                           | Bamako                                                              | Mali                                                                | 2 – 1                                                               | Gabon                                                               | Qual. Coppa d'Africa 2019                                           | -                                                                   | 84’                                                                 |
| 5-9-2017                                                            | Bamako                                                              | Mali                                                                | 0 – 0                                                               | Marocco                                                             | Qual. Mondiali 2018                                                 | -                                                                   | 68’                                                                 |
| 6-10-2017                                                           | Bamako                                                              | Mali                                                                | 0 – 0                                                               | Costa d'Avorio                                                      | Qual. Mondiali 2018                                                 | -                                                                   |                                                                     |
| 11-11-2017                                                          | Franceville                                                         | Gabon                                                               | 0 – 0                                                               | Mali                                                                | Qual. Mondiali 2018                                                 | -                                                                   |                                                                     |
| 9-9-2018                                                            | Giuba                                                               | Sudan del Sud                                                       | 0 – 3                                                               | Mali                                                                | Qual. Coppa d'Africa 2019                                           | -                                                                   |                                                                     |
| 17-11-2018                                                          | Libreville                                                          | Gabon                                                               | 0 – 1                                                               | Mali                                                                | Qual. Coppa d'Africa 2019                                           | 1                                                                   | 87’                                                                 |
| 23-3-2019                                                           | Bamako                                                              | Mali                                                                | 3 – 0                                                               | Sudan del Sud                                                       | Qual. Coppa d'Africa 2019                                           | -                                                                   | 73’                                                                 |
| 26-3-2019                                                           | Dakar                                                               | Senegal                                                             | 2 – 1                                                               | Mali                                                                | Amichevole                                                          | -                                                                   | 73’                                                                 |
| 14-6-2019                                                           | Yaoundé                                                             | Camerun                                                             | 1 – 1                                                               | Mali                                                                | Amichevole                                                          | -                                                                   | 63’                                                                 |
| 24-6-2019                                                           | Suez                                                                | Mali                                                                | 4 – 1                                                               | Mauritania                                                          | Coppa d'Africa 2019 - 1º turno                                      | -                                                                   | 61’                                                                 |
| 28-6-2019                                                           | Suez                                                                | Tunisia                                                             | 1 – 1                                                               | Mali                                                                | Coppa d'Africa 2019 - 1º turno                                      | -                                                                   | 75’                                                                 |
| 2-7-2019                                                            | Ismailia                                                            | Angola                                                              | 0 – 1                                                               | Mali                                                                | Coppa d'Africa 2019 - 1º turno                                      | -                                                                   | 58’                                                                 |
| 14-11-2019                                                          | Bamako                                                              | Mali                                                                | 2 – 2                                                               | Guinea                                                              | Qual. Coppa d'Africa 2021                                           | -                                                                   | 70’                                                                 |
| 13-11-2020                                                          | Bamako                                                              | Mali                                                                | 1 – 0                                                               | Namibia                                                             | Qual. Coppa d'Africa 2021                                           | -                                                                   | 70’                                                                 |
| 17-11-2020                                                          | Windhoek                                                            | Namibia                                                             | 1 – 2                                                               | Mali                                                                | Qual. Coppa d'Africa 2021                                           | 1                                                                   | 55’ 71’                                                             |
| 6-6-2021                                                            | Blida                                                               | Algeria                                                             | 1 – 0                                                               | Mali                                                                | Amichevole                                                          | -                                                                   | 81’                                                                 |
| 11-6-2021                                                           | Tunisi                                                              | RD del Congo                                                        | 1 – 1                                                               | Mali                                                                | Amichevole                                                          | -                                                                   | 55’                                                                 |
| 1-9-2021                                                            | Agadir                                                              | Mali                                                                | 1 – 0                                                               | Ruanda                                                              | Qual. Mondiali 2022                                                 | -                                                                   | 65’                                                                 |
| 5-9-2021                                                            | Kampala                                                             | Uganda                                                              | 0 – 0                                                               | Mali                                                                | Qual. Mondiali 2022                                                 | -                                                                   | 86’                                                                 |
| 7-10-2021                                                           | Agadir                                                              | Mali                                                                | 5 – 0                                                               | Kenya                                                               | Qual. Mondiali 2022                                                 | 1                                                                   | 74’                                                                 |
| 10-10-2021                                                          | Nairobi                                                             | Kenya                                                               | 0 – 1                                                               | Mali                                                                | Qual. Mondiali 2022                                                 | -                                                                   | 87’                                                                 |
| 11-11-2021                                                          | Kigali                                                              | Ruanda                                                              | 0 – 3                                                               | Mali                                                                | Qual. Mondiali 2022                                                 | -                                                                   | 45’                                                                 |
| 14-11-2021                                                          | Agadir                                                              | Mali                                                                | 1 – 0                                                               | Uganda                                                              | Qual. Mondiali 2022                                                 | -                                                                   | 67’                                                                 |
| 12-1-2022                                                           | Limbe                                                               | Tunisia                                                             | 0 – 1                                                               | Mali                                                                | Coppa d'Africa 2021 - 1º turno                                      | -                                                                   | 73’                                                                 |
| 16-1-2022                                                           | Limbe                                                               | Gambia                                                              | 1 – 1                                                               | Mali                                                                | Coppa d'Africa 2021 - 1º turno                                      | -                                                                   | 70’                                                                 |
| 20-1-2022                                                           | Douala                                                              | Mali                                                                | 2 – 0                                                               | Mauritania                                                          | Coppa d'Africa 2021 - 1º turno                                      | -                                                                   |                                                                     |
| 26-1-2022                                                           | Bamako                                                              | Mali                                                                | 0 – 0 dts (5 - 6 dtr)                                               | Guinea Equatoriale                                                  | Coppa d'Africa 2021 - Ottavi di finale                              | -                                                                   | 78’                                                                 |
| 25-3-2022                                                           | Bamako                                                              | Mali                                                                | 0 – 1                                                               | Tunisia                                                             | Qual. Coppa d'Africa 2023                                           | -                                                                   | 83’                                                                 |
| 29-3-2022                                                           | Tunisi                                                              | Tunisia                                                             | 0 – 0                                                               | Mali                                                                | Qual. Coppa d'Africa 2023                                           | -                                                                   | 64’                                                                 |
| 28-3-2023                                                           | Casablanca                                                          | Gambia                                                              | 1 – 0                                                               | Mali                                                                | Qual. Coppa d'Africa 2023                                           | -                                                                   |                                                                     |
| 18-6-2023                                                           | Brazzaville                                                         | Rep. del Congo                                                      | 0 – 2                                                               | Mali                                                                | Qual. Coppa d'Africa 2023                                           | -                                                                   | 81’                                                                 |
| 17-10-2023                                                          | Portimão                                                            | Arabia Saudita                                                      | 1 – 3                                                               | Mali                                                                | Amichevole                                                          | -                                                                   | 90+5’                                                               |
| 17-11-2023                                                          | Bamako                                                              | Mali                                                                | 3 – 1                                                               | Ciad                                                                | Qual. Mondiali 2026                                                 | -                                                                   | 70’                                                                 |
| 20-11-2023                                                          | Bamako                                                              | Mali                                                                | 1 – 1                                                               | Rep. Centrafricana                                                  | Qual. Mondiali 2026                                                 | -                                                                   | 62’                                                                 |
| Totale                                                              |                                                                     | Presenze                                                            | 43                                                                  |                                                                     | Reti                                                                | 7                                                                   |                                                                     |